# Golūlān-e Soflá
Golūlān-e Soflá (persiska: گلولان سفلی, Golūlān, Galūlān) är en ort i Iran.   Den ligger i provinsen Västazarbaijan, i den nordvästra delen av landet, 500 km väster om huvudstaden Teheran. Golūlān-e Soflá ligger 1 466 meter över havet och antalet invånare är 464.
Terrängen runt Golūlān-e Soflá är huvudsakligen kuperad. Golūlān-e Soflá ligger nere i en dal. Runt Golūlān-e Soflá är det ganska glesbefolkat, med 50 invånare per kvadratkilometer. Närmaste större samhälle är Markhoz, 17,9 km öster om Golūlān-e Soflá. Trakten runt Golūlān-e Soflá består i huvudsak av gräsmarker.